# Pennsylvania Hospital
Das Pennsylvania Hospital in Philadelphia, Pennsylvania ist das älteste Krankenhaus der Vereinigten Staaten. Es wurde im Jahre 1751 von Benjamin Franklin und Thomas Bond gegründet. Zudem beherbergt das Krankenhaus das älteste chirurgische Amphitheater der USA sowie die älteste medizinische Bibliothek der USA.
Heute ist das Pennsylvania Hospital Teil des Gesundheitssystems der University of Pennsylvania.

## Geschichte
Im Jahre 1751 wurde vom Gesetzgeber eine Charta zur Gründung eines Krankenhauses zur Versorgung der Armen und Kranken der Stadt Philadelphia erlassen. Thomas Bond und Benjamin Franklin wählten die Geschichte des Barmherzigen Samariters als Gründungsmotto des Krankenhauses. Mathias Koplin stiftete das erste Grundstück zur Errichtung der Klinik im September desselben Jahres. Im Jahre 1755 wurde der Grundstein für das erste Gebäude, signiert von Benjamin Franklin, am jetzigen Standort gelegt, 1756 erfolgte die Aufnahme der ersten Patienten. In den anschließenden Jahren wuchs das Krankenhausgelände durch Spenden und im Jahre 1773 begann der erste Assistenzarzt der Klinik, Jacob Ehrenzeller, die Ausbildung.
Während des Amerikanischen Unabhängigkeitskrieges versorgte das Krankenhaus verletzte Soldaten der Kontinentalarmee sowie der britischen Streitkräfte. Von 1783 bis 1813 war der Arzt und Humanist Benjamin Rush am Pennsylvania Hospital beschäftigt. Unter dem als „Vater der amerikanischen Psychiatrie“ bekannten Mediziner erlangte das Pennsylvania Hospital durch die menschliche Behandlung psychisch Kranker eine Vorreiterrolle. Mit Philip Syng Physick besaß das Krankenhaus einen der bekanntesten Chirurgen in den jungen Vereinigten Staaten, welcher berühmte Patienten wie John Marshall oder die Tochter von John Adams behandelte und Andrew Jackson beriet.

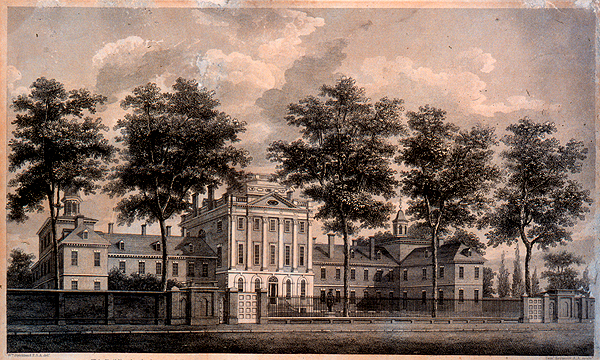
Das Pennsylvania Hospital im Jahre 1811

Im Jahre 1804 wurde hier das erste chirurgische Amphitheater in Amerika eröffnet. Die American Medical Association bezeichnete die medizinische Bibliothek des Pennsylvania Hospital als erste und sogleich größte und wichtigste medizinische Bibliothek in den USA. Aufgrund der medizinischen Kompetenz werden während des Amerikanischen Bürgerkriegs und des Spanisch-Amerikanischen Kriegs zahlreiche verletzte Soldaten zur Behandlung transportiert. Im Jahre 1875 wurde mit der Ausbildung von Krankenschwestern am Pennsylvania Hospital begonnen. Über die Jahre wuchs das Krankenhaus weiter und entwickelte sich zunehmend zu einem Zentrum mit vielfältigen Fachdisziplinen. Während des Ersten und Zweiten Weltkrieges waren Ärzte zur Behandlung von Verwundeten an den Kriegsschauplätzen im Einsatz. Im Laufe des 20. Jahrhunderts entwickelte sich das Pennsylvania Hospital zu einem Krankenhaus mit ausgezeichneter Expertise in zahlreichen Disziplinen. Im Jahre 1997 trat das Pennsylvania Hospital dem University of Pennsylvania Health System der University of Pennsylvania bei.